# 구시다 신사 (후쿠오카시)

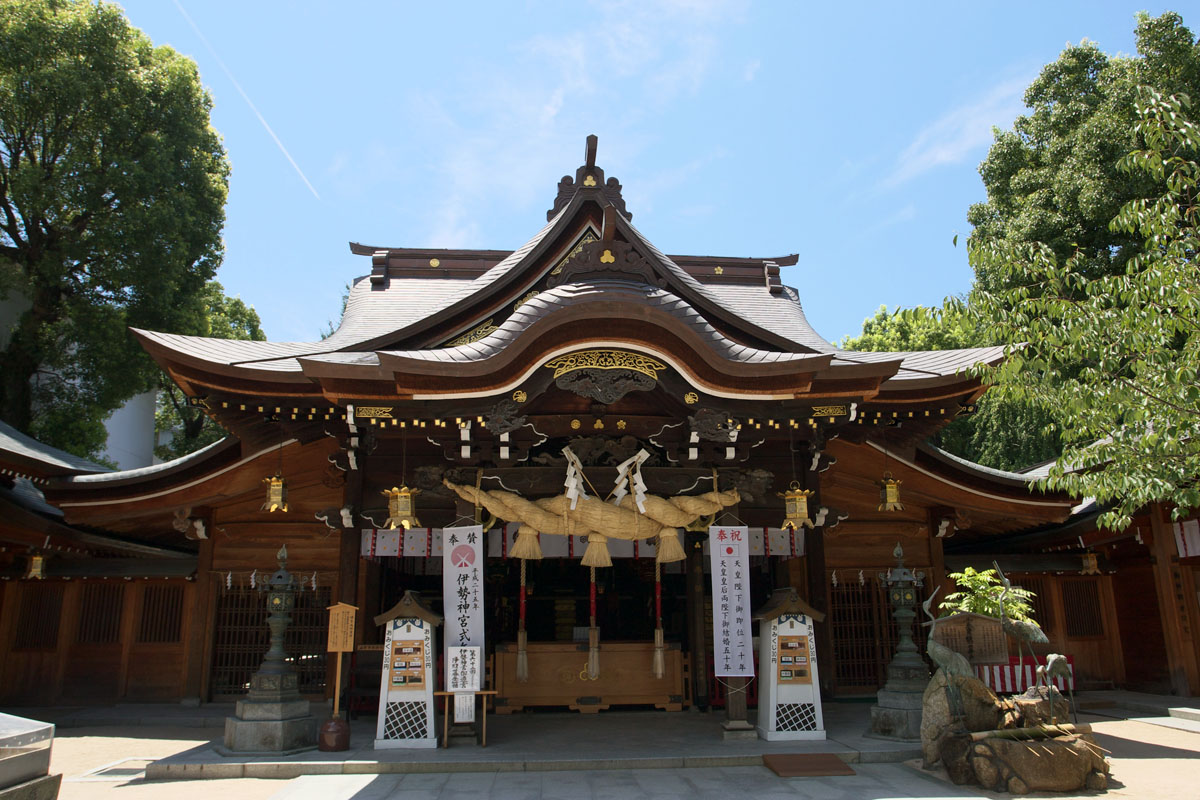
구시다 신사

구시다 신사(일본어: 櫛田神社 구시다진자[*])는 일본 후쿠오카현 후쿠오카시 하카타구에 있는 신사이다.명성황후 시해 당시 사용됐던 칼이 보관된 신사이다. 757년에 세워졌으며, 불로장생과 번성의 신을 모시고 있다. 구시다 신사는 기온야마가사의 장식 수레를 보관하고 있다.

## 같이 보기
- 마쓰리